# دتو ناصري (سياهو)
دتو ناصري (بالفارسية: دتوناصری) هي قرية تقع في إيران في قسم سیاهو الريفي. يقدر عدد سكانها بـ 31 نسمة بحسب إحصاء 2016.